# Perdizes (distrito de São Paulo)
Perdizes es un distrito ubicado en la zona oeste de la ciudad de Sao Paulo, Brasil. Administrativamente, junto con los distritos de Barra Funda, Lapa, Vila Leopoldina, Jaguaré y Jaguara, pertenece a la subprefectura de Lapa. 

## Historia
Construida sobre una antigua granja en la zona de Pacaembu, Perdizes fue considerada durante muchos años sólo un suburbio rural. Según el historiador Antônio Egidio Martins, en el lugar donde hoy está Perdizes, vivía en 1850 un vendedor de garapa llamado Joaquim Alves. Su hijastra, Teresa de Jesus Assis, criaba un gran (y ruidoso) número de perdices en el patio de su casa. Para referirse a la región, los habitantes de la São Paulo provincial de la época decían: "en los campos de perdices", "donde hay perdices", "en las perdices", y así hasta que el nombre se impuso.
En 1956 la antigua Companhia Telefônica Brasileira (CTB) inauguró en el barrio la Estación Telefónica de Perdizes, en la confluencia de las calles Apiacás e Iperoig, cortando las áreas que eran atendidas por la Estación Palmeiras (en la calle Brigadeiro Galvão) y la Estación Lapa, que en la época estaba ubicada en la calle Nossa Senhora da Lapa, para atender un área que se extendía desde la calle Cardoso de Almeida, en Perdizes, hasta la calle Monteiro de Melo, en Lapa. En 1960, la central telefónica de Perdizes contaba con 13.000 terminales. Poco después, el CTB creó en la estación un centro de formación técnica. Hoy, las diversas centrales telefónicas instaladas en la estación de Perdizes suman más de 270.000 terminales.
El distrito alberga varias instituciones educativas como el campus Perdizes de la Pontificia Universidad Católica de São Paulo, una de las instituciones de educación superior e investigación más importantes de Brasil. Es propietaria del TUCA, teatro declarado patrimonio histórico, inaugurado en 1965 y famoso por sus manifestaciones políticas durante el Régimen Militar.
El distrito es servido por la Línea 2-Verde del Metrô, con la Estación Santuário Nossa Senhora de Fátima - Sumaré. En el futuro también será servida por la Línea 6-Naranja.

## Distritos limítrofes
- Barra Funda (noreste)
- Santa Cecília (este)
- Consolação (sureste)
- Pinheiros y Alto de Pinheiros (suroeste)
- Lapa (noroeste)